# والتر بنز
والتر بنز (بالألمانية: Walter Benz)‏ (و. 1931 – 2017 م) هو رياضياتي ألماني، ولد في لانشتاين، كان عضوًا في الأكاديمية الهنغارية للعلوم، توفي في راتسهبورغ، عن عمر يناهز 86 عاماً.

## التعليم
تعلم في جامعة ماينتس
.